# Munizipalität Senaki
Die Munizipalität Senaki (georgisch სენაკის მუნიციპალიტეტი, Senakis munizipaliteti) ist eine Verwaltungseinheit (etwa entsprechend einem Landkreis) in der Region Mingrelien und Oberswanetien im Westen Georgiens.

## Geographie
Verwaltungszentrum der Munizipalität ist die namensgebende Stadt Senaki. Im Nordwesten wird die 520,7 km² große Munizipalität Senaki von der Munizipalität Chobi, im Norden von der Munizipalität Tschchorozqu, im Nordosten von der Munizipalität Martwili und im Südosten von der Munizipalität Abascha begrenzt, alle ebenfalls in der Region Mingrelien und Oberswanetien. Im Süden grenzt sie an die Munizipalität Lantschchuti in der Region Gurien.
Der südliche Teil der Munizipalität befindet sich im Bereich der vom Rioni durchflossenen Kolchischen Tiefebene, die dort weniger als 10 m über dem Meeresspiegel liegt und nach Nordosten allmählich ansteigt und in Hügelland übergeht.  Durch das Gebiet verlaufen die rechten Rioni-Nebenflüsse Techuri mit seinem linken Zufluss Abascha (markiert einen Teil der Südostgrenze), Ziwi und im Bereich der nordwestlichen Grenze Chobiszqali mit seinem linken Zufluss Sana. Zwischen Techuri und Ziwi reicht eine Bergkette nach Süden, die unmittelbar nördlich von Senaki mit 467 m ihren höchsten Punkt hat und dann steil zur Tiefebene abfällt.
Im Süden der Munizipalität, links des Rioni, erstreckt sich der nordöstliche Teil des Kolchis-Nationalparks.

## Bevölkerung und Verwaltungsgliederung
Die Munizipalität hat 34.300 Einwohner (Stand: 2021). Die Einwohnerzahl war mit 39.652 Einwohnern (2014) gegenüber der vorangegangenen Volkszählung (52.112 Einwohner 2002) um etwa ein Viertel gesunken, erheblich über dem Landesdurchschnitt. Zuvor war die Bevölkerung seit mindestens den 1930er-Jahren zumeist leicht gestiegen oder etwa konstant geblieben.
Bevölkerungsentwicklung
Anmerkung: Volkszählungsdaten

Die Bevölkerung ist fast monoethnisch georgisch beziehungsweise mingrelisch (99,56 %); daneben gibt es eine geringe Zahl von überwiegend Russen und Armeniern (Stand 2014).
Die größten Ortschaften neben der Stadt Senaki (21.596 Einwohner) sind mit jeweils über 750 Einwohnern die Dörfer Achalsopeli, Dsweli Senaki („Alt-Senaki“), Gedscheti, Nossiri und Pozcho (2014).
Die Munizipalität gliedert sich in den eigenständigen Hauptort Senaki sowie 14 Gemeinden (georgisch temi, თემი beziehungsweise bei nur einer Ortschaft einfach „Dorf“, georgisch sopeli, სოფელი) mit insgesamt 63 Ortschaften, davon zwei ohne ständige Einwohner:
| Gemeinde         | Anzahl Ortschaften | Einwohner (2014) |
| ---------------- | ------------------ | ---------------- |
| Achalsopeli      | 2                  | 1389             |
| Chorschi         | 6                  | 1097             |
| Dsweli Senaki    | 7 1                | 3001             |
| Eki              | 5 1                | 639              |
| Gedscheti        | 1                  | 878              |
| Ledsadsame       | 6                  | 998              |
| Mendschi         | 6                  | 1135             |
| Nokalakewi       | 5                  | 1168             |
| Nossiri          | 5                  | 2188             |
| Pozcho           | 4                  | 1470             |
| Sana             | 5                  | 1086             |
| Semo Tschaladidi | 3                  | 394              |
| Teklati          | 5                  | 1958             |
| Uschapati        | 3                  | 655              |

## Geschichte
Das Gebiet gehörte nach dem Zerfall des Königreiches Georgien vom 16. Jahrhundert bis in das 19. Jahrhundert durchgehend zum Fürstentum Mingrelien. Während der Zugehörigkeit Georgiens zum Russischen Reich und bis in die Anfangsjahre der Sowjetunion war es überwiegend Teil des Ujesds Senaki, in kleiner Bereich im Nordwesten Teil des Ujesds Sugdidi des Gouvernements Kutais.
1930 wurde ein Rajon Senaki ausgewiesen, dessen Verwaltungssitz sich zunächst im ursprünglichen Dorf Senaki befand, einige Kilometer nordöstlich der heutigen Stadt und heute als Dsweli Senaki („Alt-Senaki“) bezeichnet. Mit der Umbenennung der um die gleichnamige Bahnstation gewachsenen Siedlung in Micha Zchakaia 1935 (ab 1976 nur Zchakaia), nach dem Revolutionär und Politiker Micha Zchakaia (1865–1950), wurde die Verwaltung nach dort verlegt und der Rajon entsprechend umbenannt (russisch Цхакаевский район, Zchakajewski rajon; georgisch ცხაკაიას რაიონი, Zchakaias raioni). 1989 wurden die früheren Bezeichnungen wiederhergestellt. Nach der Unabhängigkeit Georgiens wurde der Rajon 1995 der neu entstandenen Region Mingrelien und Oberswanetien zugeordnet und 2006 in eine Munizipalität umgebildet.

## Verkehr
Der Verwaltungssitz der Munizipalität ist ein bedeutender Verkehrsknotenpunkt. Durch die Stadt verläuft die internationale Fernstraße S1 (ს1) von Tiflis zur russischen beziehungsweise abchasischen Grenze; westlich zweigt die S2 (ს2) in Richtung Poti ab. Diese Routen sind Teile der Europastraßen 60 und 97. Durch Senaki führt auch die auf diesem Abschnitt 1872 eröffnete Bahnstrecke Poti – Tiflis (– Baku), von der dort die 1930 eröffnete Bahnstrecke Senaki–Adler abzweigt, früher die kürzeste Bahnverbindung in Richtung Russland, die allerdings infolge des Abchasienkonflikts im Grenzbereich seit den 1990er-Jahren unterbrochen ist und heute mit der kurz vor der Grenze abzweigenden Nebenstrecke nach Sugdidi endet.
Von Senaki durch die nordöstlich benachbarte Munizipalität Martwili nach Choni führt die Nationalstraße Sch5 (შ5), in das nördlich benachbarte Munizipalitätszentrum Tschchorozqu und weiter in einem Bogen über Zalendschicha wieder zur S1 in Sugdidi die Sch6 (შ6). Von der Sch5 abzweigend folgt dem Techuri weiter aufwärts die 
Sch86 (შ86). Brücken über den Rioni gibt es im Bereich der Munizipalität Senaki nicht.